# Carnot-Wirkungsgrad

Carnot-Wirkungsgrad (in %) in Abhängigkeit von T_{k} und T_{h} (jeweils in °C)

Der Carnot-Wirkungsgrad {\displaystyle \eta _{\text{c}}} (griechischer Buchstabe "eta", kleines h), auch Carnot-Faktor genannt, ist der höchste theoretisch mögliche Wirkungsgrad bei der Umwandlung von thermischer Energie in mechanische Energie. Er beschreibt den Wirkungsgrad des Carnot-Prozesses, eines vom französischen Physiker Nicolas Léonard Sadi Carnot erdachten idealen Kreisprozesses.

## Berechnung
Der Wert des Carnot-Wirkungsgrades hängt ab von den (in Kelvin angegebenen) Temperaturen {\displaystyle T_{\text{h}}} (heiß) und {\displaystyle T_{\text{k}}} (kalt) der Reservoirs, zwischen denen die Wärmekraftmaschine arbeitet:
{\displaystyle \eta _{\text{c}}={\frac {T_{\text{h}}-T_{\text{k}}}{T_{\text{h}}}}=1-{\frac {T_{\text{k}}}{T_{\text{h}}}}}
Der Carnot-Wirkungsgrad ist umso größer, je höher {\displaystyle T_{\text{h}}} und je tiefer {\displaystyle T_{\text{k}}} ist. Da {\displaystyle T_{\text{h}}} nach oben und {\displaystyle T_{\text{k}}} nach unten begrenzt sind, ist ein Wirkungsgrad von 100 % ausgeschlossen.

## Beispiel
Der Carnot-Wirkungsgrad eines Prozesses, der zwischen 800 °C (1073,15 K) und 100 °C (373,15 K) abläuft, beträgt:
{\displaystyle \eta _{\text{c}}=1-{\frac {373{,}15}{1073{,}15}}=0{,}652=65{,}2\ \%}

## Theoretische Grundlage
Eine Wärmekraftmaschine entnimmt Energie in Form von Wärme {\displaystyle Q_{\text{h}}} aus einem Wärmespeicher hoher Temperatur {\displaystyle T_{\text{h}}} und gibt einen Teil davon als Nutzarbeit {\displaystyle W} (z. B. in Form von mechanischer Arbeit) ab. Der übrige Teil der entnommenen Energie fließt als Wärme {\displaystyle Q_{\text{k}}} in einen Wärmespeicher niedrigerer Temperatur {\displaystyle T_{\text{k}}}. Der Wirkungsgrad {\displaystyle \eta } der Wärmekraftmaschine ist definiert als Verhältnis der abgegebenen Nutzarbeit zur aufgenommenen Wärmemenge:
{\displaystyle \eta ={\frac {W}{Q_{\text{h}}}}}
Der Wirkungsgrad einer Wärmekraftmaschine wird durch den Zweiten Hauptsatz der Thermodynamik begrenzt: Bei der isothermen Entnahme der Wärme aus dem heißen Reservoir wird die Entropie {\displaystyle S_{\text{h}}={\frac {Q_{\text{h}}}{T_{\text{h}}}}} auf die Maschine übertragen; auf der kalten Seite der Maschine wird die Entropie {\displaystyle S_{\text{k}}={\frac {Q_{\text{k}}}{T_{\text{k}}}}} auf das kalte Reservoir übertragen.
Da in selbständig ablaufenden Prozessen die Entropie niemals abnimmt, muss gelten:
{\displaystyle S_{\text{k}}\geq S_{\text{h}}}.
Entsprechend gilt für die Wärme:
{\displaystyle \Rightarrow Q_{\text{k}}\geq Q_{\text{h}}\,{\frac {T_{\text{k}}}{T_{\text{h}}}}}
Berücksichtigt man außerdem, dass die gesamte Energiebilanz neutral ist
{\displaystyle Q_{\text{k}}=Q_{\text{h}}-W},
so folgt für die Nutzarbeit:
{\displaystyle \Rightarrow W\leq Q_{\text{h}}\left(1-{\frac {T_{\text{k}}}{T_{\text{h}}}}\right)}
und entsprechend für den Wirkungsgrad:
{\displaystyle \eta \leq \eta _{\text{c}}}.
In der Praxis sind isotherme Wärmeübergänge nicht realisierbar, und die Prozesstemperaturen weichen von den Reservoirtemperaturen ab. Technisch werden daher je nach Kreisprozess nur maximale Wirkungsgrade von über zwei Drittel des Carnot-Wirkungsgrades erreicht.

## Analoge Größen für Wärmepumpen und Kältemaschinen
In Wärmepumpen und Kältemaschinen wird der entgegengesetzte Prozess betrieben: mechanische bzw. elektrische Energie wird aufgewendet, um thermische Energie von niedrigen auf höhere Temperaturen zu heben. Daher beschreibt der Carnot-Wirkungsgrad hier nicht die maximal erzielbare, sondern die mindestens aufzuwendende elektrische Energie:
- Wärmepumpe:    {\displaystyle W_{\text{el}}>\left(1-{\frac {T_{\text{k}}}{T_{\text{h}}}}\right)\,Q_{\text{h}}}
- Kältemaschine: {\displaystyle W_{\text{el}}>\left({\frac {T_{\text{h}}}{T_{\text{k}}}}-1\right)\,Q_{\text{k}}}.

Die Effizienz dieser Maschinen wird folglich nicht durch den Wirkungsgrad, sondern durch Leistungszahlen {\displaystyle \epsilon } beschrieben.
Bei einer Wärmepumpe (WP) wird die auf dem oberen Temperaturniveau von der Wärmepumpe abgegebene Wärme {\displaystyle Q_{\text{h}}} genutzt:
{\displaystyle \epsilon _{\text{WP}}={\frac {Q_{\text{h}}}{W_{\text{el}}}}<\epsilon _{\text{WP,c}}}
mit
{\displaystyle \epsilon _{\text{WP,c}}={\frac {1}{\eta _{c}}}={\frac {T_{\text{h}}}{T_{\text{h}}-T_{\text{k}}}}>1}.
Bei einer Kältemaschine (KM) ist die bei der niedrigen Temperatur durch die Kältemaschine aufgenommene Wärme {\displaystyle Q_{\text{k}}} die Nutzgröße:
{\displaystyle \epsilon _{\text{KM}}={\frac {Q_{\text{k}}}{W_{\text{el}}}}<\epsilon _{\text{KM,c}}}
mit:
{\displaystyle \epsilon _{\text{KM,c}}={\frac {1}{\eta _{\text{c}}}}-1={\frac {T_{\text{k}}}{T_{\text{h}}-T_{\text{k}}}}}.